# واهه هاکوبیان (سیاستمدار زاده ۱۹۷۷)
واهه ماکسیمی هاکوبیان (ارمنی: Վահե Մաքսիմի Հակոբյան; انگلیسی: Vahe Hakobyan؛ زادهٔ ۱۸ مهٔ ۱۹۷۷) سیاست‌مدار اهل ارمنستان است. وی نماینده دوره های سوم و چهارم مجلس ملی جمهوری ارمنستان بوده‌است.